# 川山橙
川山橙（学名：Melodinus hemsleyanus）是夹竹桃科山橙属的植物，为中国的特有植物。分布在中国大陆的贵州、四川等地，生长于海拔500米至1,500米的地区，多生于路旁、山坡、山地疏林或岩石上，目前尚未由人工引种栽培。